# والتر غيبونز
والتر غيبونز (بالإنجليزية: Walter Gibbons)‏ هو دي جيه وملحن ومنتج أسطوانات أمريكي، ولد في 2 أبريل 1954، وتوفي في 23 سبتمبر 1994.